# ريغي براون
ريغي براون (بالإنجليزية: Reggie Brown)‏ هو مدير فني أمريكي، ولد في 13 مارس 1876 في برينتري في الولايات المتحدة، وتوفي في 31 يناير 1961.